# Nikobarparakit
Nikobarparakit (Psittacula caniceps) är en stor asiatisk papegojfågel som enbart förekommer i den indiska ögruppen Nikobarerna.

## Utseende
Nikobarparakiten är en stor (56–61 cm) och grön papegojfågel med lång stjärt och grått huvud. Likt lavendelparakiten har den en kraftig svart haklapp som smalnar av bakåt till ett ofullständigt halsband samt ett svart streck från ögat till näbbens övre del, hos nikobarparakiten dock kraftigare. Hanen har röd övre näbbhalva med gul spets och svart undre, medan honan har helsvart näbb.

## Utbredning och systematik
Fågeln har sitt utbredningsområde i den indiska ögruppen Nikobarerna, på öarna Great och Little Nicobar, Menchal samt Kondul.Den behandlas som monotypisk, det vill säga att den inte delas in i några underarter.

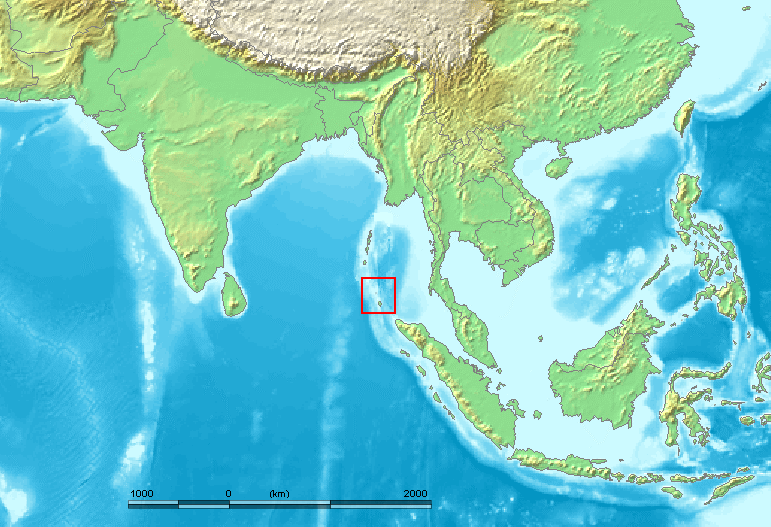
Fågeln är endemisk för Nikobarerna öster om Bengaliska viken.

## Status och hot
Nikobarparakiten har ett mycket litet utbredningsområde och en rätt liten världspopulation bestående av mellan 6.000 och 15.000 häckande individer. Den tros vara under press från habitatförändringar och fångst. Tsunamin 2004 kan möjligen ha orsakat en populationsnedgång. Internationella naturvårdsunionen IUCN kategoriserar arten som nära hotad.